# Speed Sisters
Speed Sisters és un documental de 2015, dirigit per Amber Fares sobre The Speed Sisters, el primer equip de curses d'automòbil íntegrament femení de l'Orient Mitjà i únic a Palestina, explorant les controvèrsies socials que envolten la seva activitat.

La pel·lícula és una coproducció internacional entre companyies de cinema de Palestina, Estats Units, Qatar, el Regne Unit, Dinamarca i el Canadà. Generalment, l'obra va rebre bones crítiques i valoracions. A Rotten Tomatoes, la pel·lícula va assolir una nota del 80% basat en 5 informes, amb una nota mitja de 7,7 sobre 10.